# Louesme
Pour les articles homonymes, voir Louesme (Yonne).
Louesme est une commune française située dans le département de la Côte-d'Or en région Bourgogne-Franche-Comté.

## Géographie

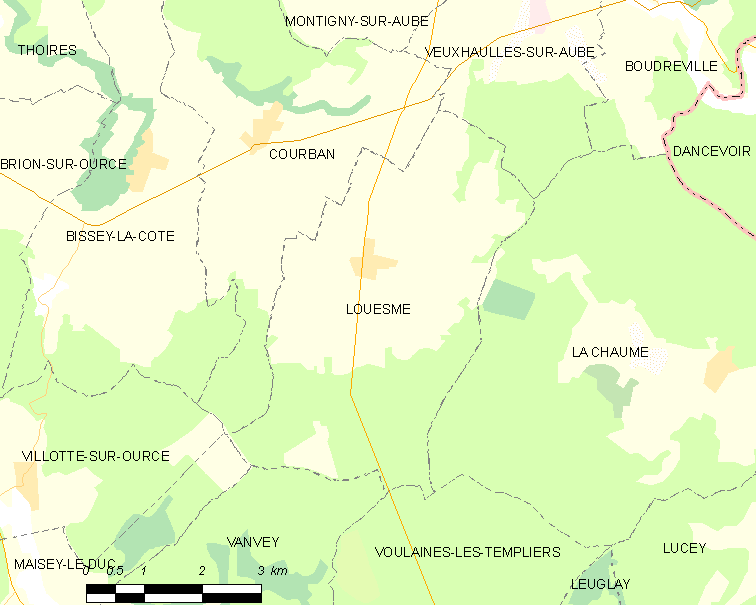

La superficie totale de Louesme est de 19 km2 avec une moyenne d’altitude de 300 m.

### Climat
Pour des articles plus généraux, voir Climat de la Bourgogne-Franche-Comté et Climat de la Côte-d'Or.
En 2010, le climat de la commune est de type climat des marges montargnardes, selon une étude du Centre national de la recherche scientifique s'appuyant sur une série de données couvrant la période 1971-2000. En 2020, Météo-France publie une typologie des climats de la France métropolitaine dans laquelle la commune est exposée à un climat océanique altéré et est dans la région climatique  Lorraine, plateau de Langres, Morvan, caractérisée par un hiver rude (1,5 °C), des vents modérés et des brouillards fréquents en automne et hiver. 
Pour la période 1971-2000, la température annuelle moyenne est de 10,2 °C, avec une amplitude thermique annuelle de 16,4 °C. Le cumul annuel moyen de précipitations est de 931 mm, avec 13,1 jours de précipitations en janvier et 8,8 jours en juillet. Pour la période 1991-2020, la température moyenne annuelle observée sur la station météorologique de Météo-France la plus proche, « Châtillon/Seine », sur la commune de Châtillon-sur-Seine à 14 km à vol d'oiseau, est de 10,8 °C et le cumul annuel moyen de précipitations est de 832,8 mm,. Pour l'avenir, les paramètres climatiques de la commune estimés pour 2050 selon différents scénarios d'émission de gaz à effet de serre sont consultables sur un site dédié publié par Météo-France en novembre 2022.

## Urbanisme

### Typologie
Au 1er janvier 2024, Louesme est catégorisée commune rurale à habitat dispersé, selon la nouvelle grille communale de densité à 7 niveaux définie par l'Insee en 2022.
Elle est située hors unité urbaine. Par ailleurs la commune fait partie de l'aire d'attraction de Châtillon-sur-Seine, dont elle est une commune de la couronne,. Cette aire, qui regroupe 60 communes, est catégorisée dans les aires de moins de 50 000 habitants,.

### Occupation des sols
L'occupation des sols de la commune, telle qu'elle ressort de la base de données européenne d’occupation biophysique des sols Corine Land Cover (CLC), est marquée par l'importance des territoires agricoles (60,5 % en 2018), une proportion identique à celle de 1990 (60,5 %). La répartition détaillée en 2018 est la suivante : 
terres arables (60,5 %), forêts (38,1 %), zones urbanisées (1,5 %). L'évolution de l’occupation des sols de la commune et de ses infrastructures peut être observée sur les différentes représentations cartographiques du territoire : la carte de Cassini (XVIIIe siècle), la carte d'état-major (1820-1866) et les cartes ou photos aériennes de l'IGN pour la période actuelle (1950 à aujourd'hui).

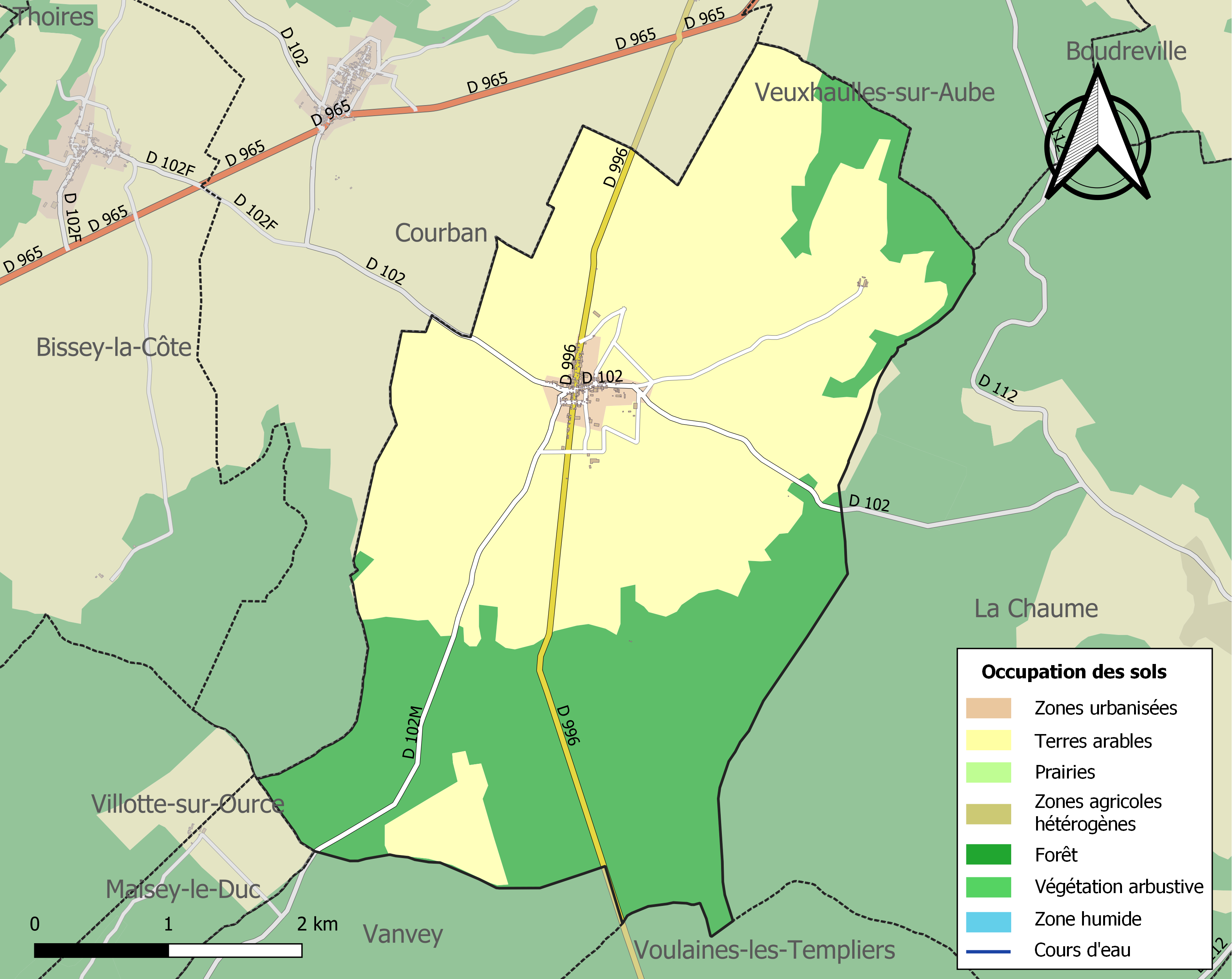
Carte des infrastructures et de l'occupation des sols de la commune en 2018 (CLC).

## Histoire

### Antiquité
Traversé par la voie romaine d'Auxerre à Langres, le sol de la commune a fourni des tessons et des monnaies dans les champs de la ferme du Chênois sur le site d'une ancienne villa gallo-romaine.

### Moyen Âge
La pérennité de cette occupation est attestée à l'époque mérovingienne par la découverte d'un scramasax.
Le village est ensuite situé en Bourgogne et un prieuré bénédictin rattaché à l'abbaye de Molesme y est fondé en 1083 par le duc Eudes 1°
La seigneurie passe ensuite à l'abbaye de Longuay puis à celle du val des Choues et à la commanderie d'Epailly.

### Époque moderne
Ces différents ordres desservent successivement un hospice situé au nord du village, cité dès 1200 et démoli en 1858 alors qu'il est devenu une simple ferme remplacée alors par un lavoir à minerai.

### Époque contemporaine
Louesme était un site majeur notamment au XIXe siècle pour l'extraction de fer pour la sidérurgie du Châtillonnais.
Le 12 mai 1867, jour de première communion, un ouragan abat le clocher, écrasant plusieurs personnes.

## Politique et administration
Louesme appartient :
- à l'arrondissement de Montbard,
- au canton de Châtillon-sur-Seine et
- à la communauté de communes du Pays Châtillonnais

| Période                                  | Période   | Identité                       | Étiquette | Qualité |
| ---------------------------------------- | --------- | ------------------------------ | --------- | ------- |
| avant 1981                               | mars 2008 | Germain Finet[réf. nécessaire] |           |         |
| mars 2008                                | En cours  | Alain Dosso                    | DVD       | Employé |
| Les données manquantes sont à compléter. |           |                                |           |         |

## Démographie
L'évolution du nombre d'habitants est connue à travers les recensements de la population effectués dans la commune depuis 1793. Pour les communes de moins de 10 000 habitants, une enquête de recensement portant sur toute la population est réalisée tous les cinq ans, les populations de référence des années intermédiaires étant quant à elles estimées par interpolation ou extrapolation. Pour la commune, le premier recensement exhaustif entrant dans le cadre du nouveau dispositif a été réalisé en 2007.

En 2022, la commune comptait 113 habitants, en évolution de +7,62 % par rapport à 2016 (Côte-d'Or : +0,82 %, France hors Mayotte : +2,11 %).
| 1793 | 1800 | 1806 | 1821 | 1831 | 1836 | 1841 | 1846 | 1851 |
| ---- | ---- | ---- | ---- | ---- | ---- | ---- | ---- | ---- |
| 212  | 282  | 305  | 311  | 340  | 370  | 357  | 349  | 349  |

| 1856 | 1861 | 1866 | 1872 | 1876 | 1881 | 1886 | 1891 | 1896 |
| ---- | ---- | ---- | ---- | ---- | ---- | ---- | ---- | ---- |
| 316  | 319  | 346  | 310  | 299  | 307  | 310  | 290  | 295  |

| 1901 | 1906 | 1911 | 1921 | 1926 | 1931 | 1936 | 1946 | 1954 |
| ---- | ---- | ---- | ---- | ---- | ---- | ---- | ---- | ---- |
| 256  | 264  | 235  | 204  | 182  | 185  | 193  | 209  | 174  |

| 1962 | 1968 | 1975 | 1982 | 1990 | 1999 | 2006 | 2007 | 2012 |
| ---- | ---- | ---- | ---- | ---- | ---- | ---- | ---- | ---- |
| 176  | 155  | 137  | 124  | 121  | 111  | 115  | 115  | 108  |

| 2017 | 2022 | - | - | - | - | - | - | - |
| ---- | ---- | - | - | - | - | - | - | - |
| 106  | 113  | - | - | - | - | - | - | - |

## Culture locale et patrimoine

### Lieux et monuments
- L'église de l'Assomption de la Vierge qui semble pré-exister à la création de la première abbaye à laquelle elle est rattachée est rebâtie vers 1830. Elle renferme un reliquaire en métal argenté de 1608.

### Héraldique
| Blason de Louesme | Blason  | D'argent à la croix ancrée de gueules en pointe, chapé de sable. |
| Blason de Louesme | Détails | Le statut officiel du blason reste à déterminer.                 |